# Colombar chanteur
Treron sphenurus
Espèce
Synonymes
- Treron sphenura

Statut de conservation UICN

 LC  : Préoccupation mineure
Le Colombar chanteur (Treron sphenurus) est une espèce d’oiseaux appartenant à la famille des Columbidae.

## Répartition et sous-espèces
Selon la classification de référence du Congrès ornithologique international (15.1, 2025) il se répartit en cinq sous-espèces (ordre phylogénique) :
- T. s. sphenurus (Vigors, 1832) — Himalaya, Yunnan et nord de l'Indochine ;
- T. s. delacouri Biswas, 1950 — centre du Viêt Nam ;
- T. s. robinsoni (Ogilvie-Grant, 1906) — monts Bintang, Titiwangsa et Tahan (Malaisie péninsulaire) ;
- T. s. etorques (Salvadori, 1879) — Bukit Barisan (Sumatra) ;
- T. s. korthalsi (Bonaparte, 1855) — Java, Bali et Lombok.